# Umbyquyra
Umbyquyra is een geslacht van spinnen uit de familie vogelspinnen (Theraphosidae).

## Soorten
De volgende soorten zijn bij het geslacht ingedeeld:
- Umbyquyra acuminatum (Schmidt & Tesmoingt, 2005)
- Umbyquyra araguaia Gargiulo, Brescovit & Lucas, 2018
- Umbyquyra belterra Gargiulo, Brescovit & Lucas, 2018
- Umbyquyra caxiuana Gargiulo, Brescovit & Lucas, 2018
- Umbyquyra cuiaba Gargiulo, Brescovit & Lucas, 2018
- Umbyquyra gurleyi Sherwood & Gabriel, 2020
- Umbyquyra palmarum (Schiapelli & Gerschman, 1945)
- Umbyquyra paranaiba Gargiulo, Brescovit & Lucas, 2018
- Umbyquyra sapezal Gargiulo, Brescovit & Lucas, 2018
- Umbyquyra schmidti (Rudloff, 1996)
- Umbyquyra tapajos Gargiulo, Brescovit & Lucas, 2018
- Umbyquyra tucurui Gargiulo, Brescovit & Lucas, 2018